# Новосибирский зоопарк
Новосибирский зоопарк имени Ростислава Александровича Шило — один из крупнейших зоопарков России. Занимает площадь 65 га, в нём содержится около 12 000 особей 790 видов. Более 350 видов занесены в Международную красную книгу. Около 180 видов внесено в Красную книгу России и Региональные Красные Книги. На 110 видов ведутся международные племенные книги. В Новосибирском зоопарке занимаются разведением кошачьих и куньих. Коллектив зоопарка участвует в 77 международных программах по сохранению редких и исчезающих видов животных. Является членом двух международных союзов: EARAZA (Евроазиатская региональная ассоциация зоопарков и аквариумов), WAZA (Международная ассоциация зоопарков и аквариумов); кандидат в члены EAZA (Европейская ассоциация зоопарков и аквариумов). Участвует в международной компьютерной программе ISIS.
Располагается в Заельцовском бору, Заельцовский район.

## История
Примерно с середины 1933 года на базе небольшой агробиостанции Новосибирска (Нарымская, 2), сформировалась Западно-сибирская Краевая детская техническая и сельскохозяйственная станция (КДТСХС). Наряду с кабинетами по растениеводству, пчеловодству, химии, зоологии и агроботанического участка в её состав входил и зоосад. Его научным руководителем стал зоолог-писатель М. Д. Зверев. В начале 1935 года зоосад состоял из одного живого уголка при маленьком кабинете зоологии детской станции. К 1937 году усилиями работников и детей был приспособлен под зоосад бывший сад «Альгамбра», пополнен состав зверей и птиц, проводилась исследовательская работа. При зоосаде работала зоолаборатория.
К 1937 году в зоосаде содержалось 50 видов птиц и 35 видов зверей. Животные, содержащиеся в зоопарке и обитающие в окрестностях Новосибирска, являлись объектами исследовательской работы школьников старших классов и научных работников зоосада, результаты которой были опубликованы в 1937 году в первом томе Трудов Новосибирского зоосада.
Во время Великой Отечественной войны в 1942 году для животных, эвакуируемых из цирков и передвижных зоопарков, в городе была создана зообаза Госциркобъединения на территории автобазы, существующей и по сей день. Несмотря на стеснённые условия содержания животных и их экскурсионного осмотра, этот импровизированный зверинец сразу завоевал популярность.
Когда закончилась война, новосибирцы не захотели расставаться со своими любимцами и зообаза была передана городу. По инициативе М. Д. Зверева на основе КТДСХС станции и зообазы 29 августа 1947 года (Распоряжение Совета Министров СССР от 19.04.47 года, решение Новосибирского облисполкома от 29.08.47 года) был организован первый в Сибири зоологический парк, долгое время остававшийся единственным. Открытие зоопарка состоялось в 1950 году.
Коллекция животных состояла из 34 видов млекопитающих и 20 видов птиц. Общее состояние зоопарка было неудовлетворительным: помещения были холодными, не имели достаточного освещения. Тем не менее, посещаемость зоопарка была очень высокой.
В 1949 году по решению горисполкома от 28.10.49 года N 930 должно было начаться строительство нового зоопарка, однако на протяжении многих лет так и не было начато.
В 1950 году на пустыре, примыкающем к гаражу, были построены деревянные вольеры и цементированный бассейн для водоплавающих птиц. В том же году был организован филиал зоопарка, который первоначально осуществлял поездки по Новосибирской области, а затем по городам Советского Союза.
В 1953 году коллекция животных была представлена 230 животными, относящимися к 72 видам, а в 1956 году Новосибирский зоопарк демонстрировал 82 вида животных.
В декабре 1957 года в зоопарке произошёл пожар. Восстановление зоопарка потребовало больших усилий. Во избежание повторения трагедии деревянные вольеры были заменены железными.
В том же году появились первые экзотические виды — волнистые попугайчики (очень редкие в то время), затем — удавы. Однако отсутствие больших благоустроенных зимних павильонов и суровый климат Западной Сибири не позволяли содержать крупных экзотических животных, поэтому зоопарк специализируется на местных видах, в основном куньих и кошачьих.
В 1959 году Совет министров РСФСР постановлением от 15.09.59 N 1548 обязал Новосибирский облисполком осуществить в 1960—1961 годы строительство нового зоопарка, однако вплоть до 1978 года оно или вообще не велось или велось крайне низкими темпами.
В соответствии с постановлением Совета Министров СССР от 31.10.85 N 1014 Новосибирским горисполкомом было принято решение от 18.08.86 N 449, которое предусматривало продолжение строительства зоопарка на отведённой территории в Заельцовском районе с широким привлечением предприятий и общественности города с поэтапным вводом объектов в эксплуатацию.
Первыми животными на новой территории в 1983 году стали бурые медведи. С 1991 года на новой территории уже содержались волки, лоси, кулан, винторогие козлы, зайцы, дикобразы, лисы, корсаки и другие. На зиму в тёплый павильон переводили лемуров, гиббонов, теплолюбивых птиц, кошек. С 1993 года новый зоопарк был открыт для посетителей, и до 1999 года в городе работало две площадки.
В 2005 году со старой территории переехали последние животные и была переведена администрация зоопарка. В 2007 году построили новый вход с ул. Жуковского к 60-летию зоопарка.
Все годы существования зоопарка велась большая коллекционная работа. В результате грандиозной переписки, различных поездок внутри страны и за рубеж, переговоров, прямых обменов, руководству зоопарка удалось собрать одну из самых богатых и уникальных коллекций в стране. В 1985 году она насчитывала 271 вид, представленный 824 особями.
Летом 2004 года в зоопарке появились на свет необычные детёныши — результат скрещивания тигрицы и льва. Такой гибрид носит название лигр. Самку Зиту оставили в зоопарке, а самец находится в передвижном зоопарке — в одном из филиалов.
Летом 2012 года Зита дала потомство. 16 августа лигрица Зита родила самочку-лилигренка, которую назвали Киара, от молодого льва Сэма. В середине мая 2013 года у Сэма и Зиты родились ещё три лилигрёнка, все женского пола.
29 июля 2016 года Новосибирскому зоопарку было присвоено имя Ростислава Шило и была обновлена вывеска на центральном входе. В этот же день открылся павильон для содержания пингвинов и обезьян, а 2 августа был открыт центр океанографии и морской биологии «Дельфиния», который представляет собой одноэтажное здание на 4000 м² с куполом диаметром 43 метра, сделанным в Омске. Здание рассчитано на 650 зрителей. В нём находятся сразу несколько бассейнов: основной, бассейн для отдыха животных, а также бассейн для дельфинотерапии. В августе 2017 года был открыт подземный этаж для крокодилов, рыб, змей, а также планируется строительство павильона для африканских животных.
В конце ноября 2021 года в новосибирском зоопарке родился первый в истории России детёныш медоеда.

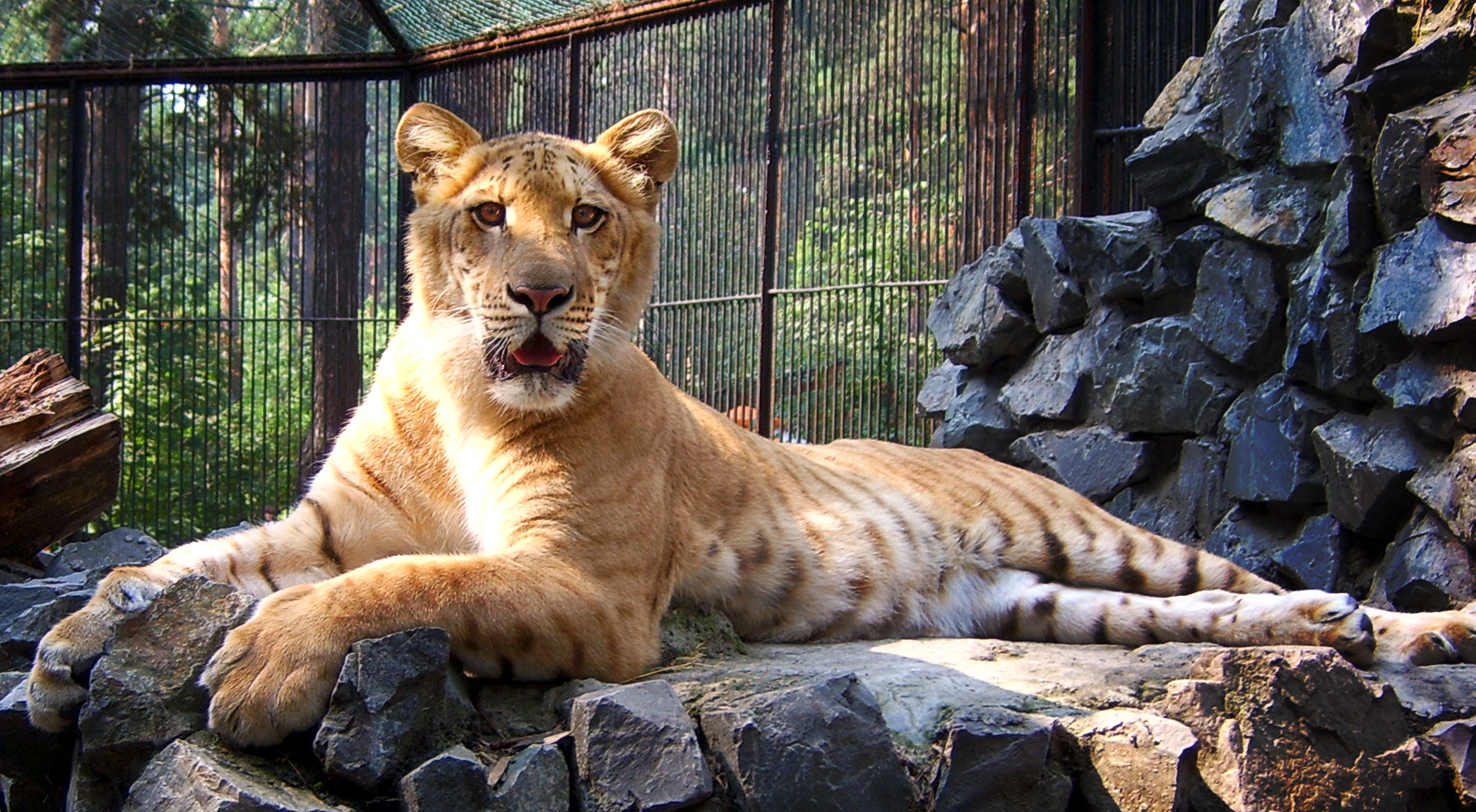
Лигрица Зита
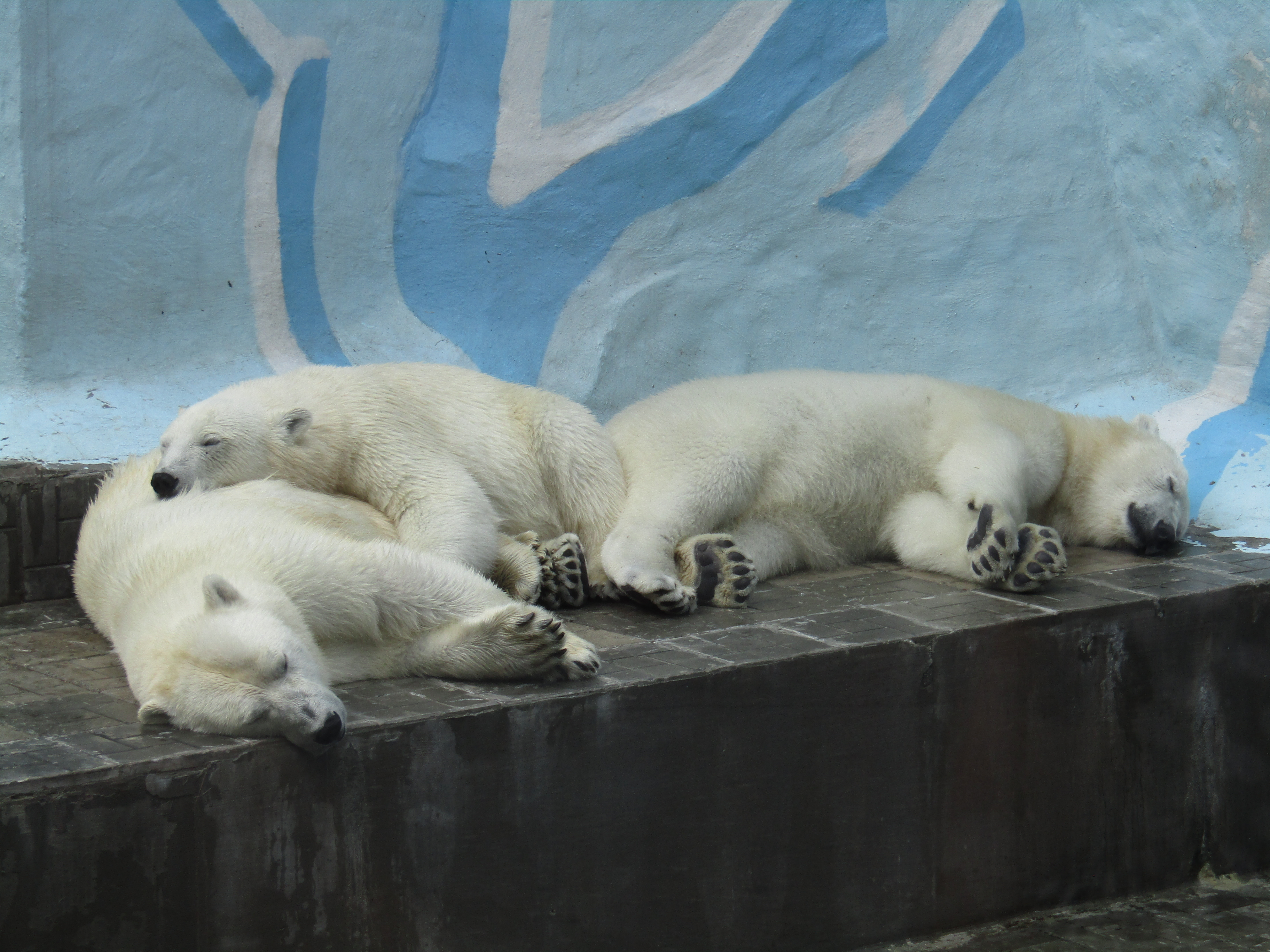
Белые медведи
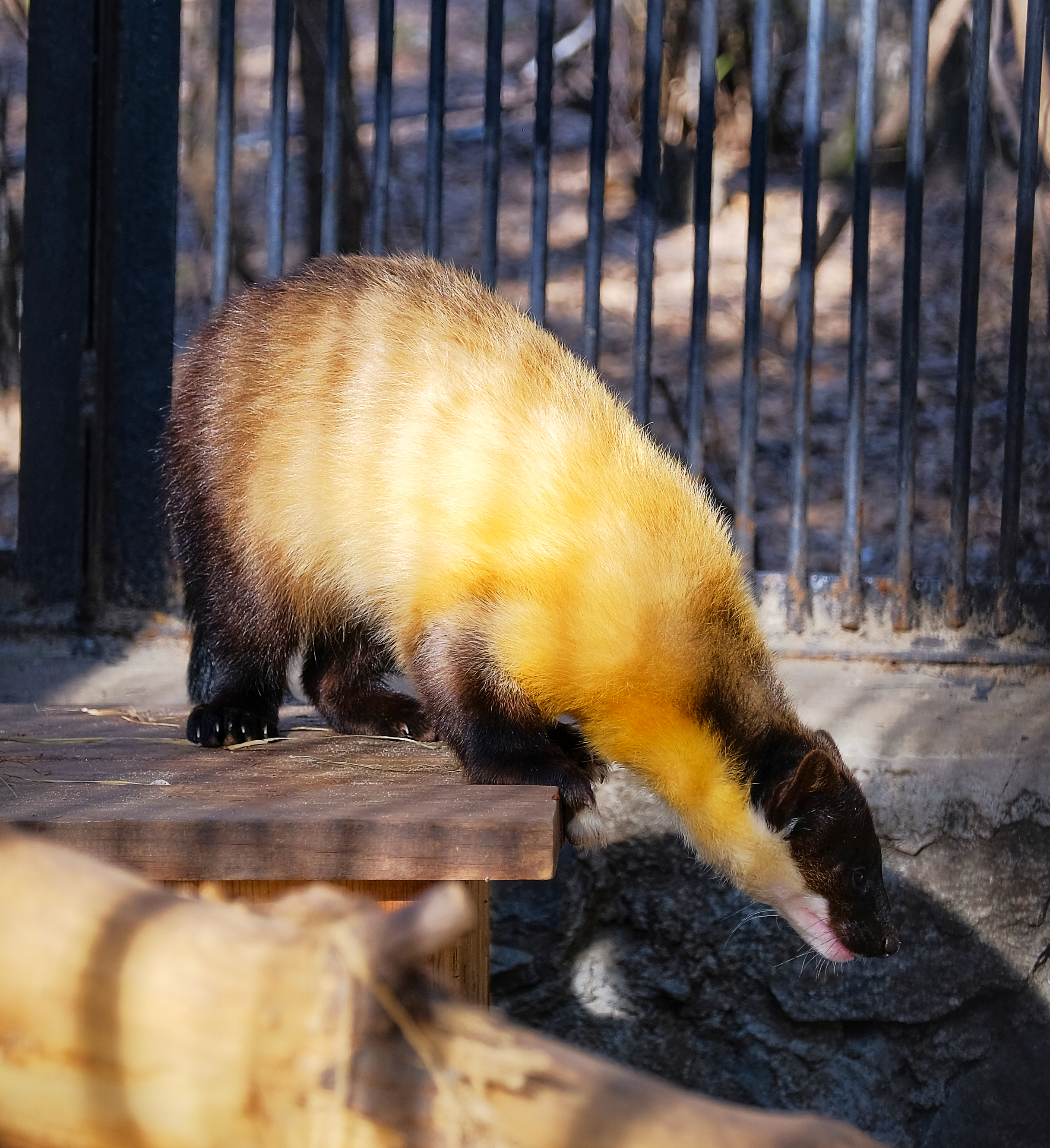
Уссурийская харза
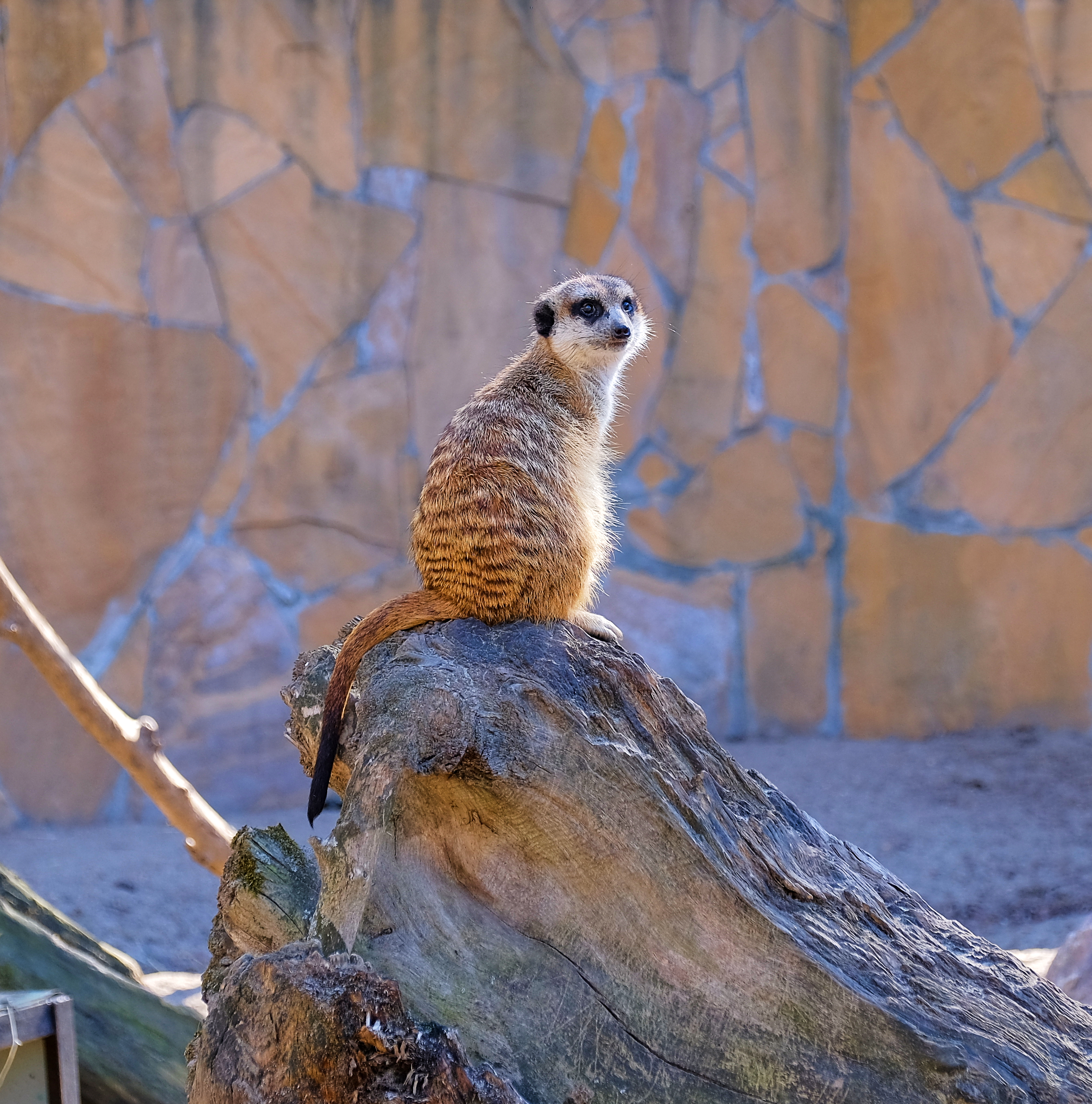
Сурикат
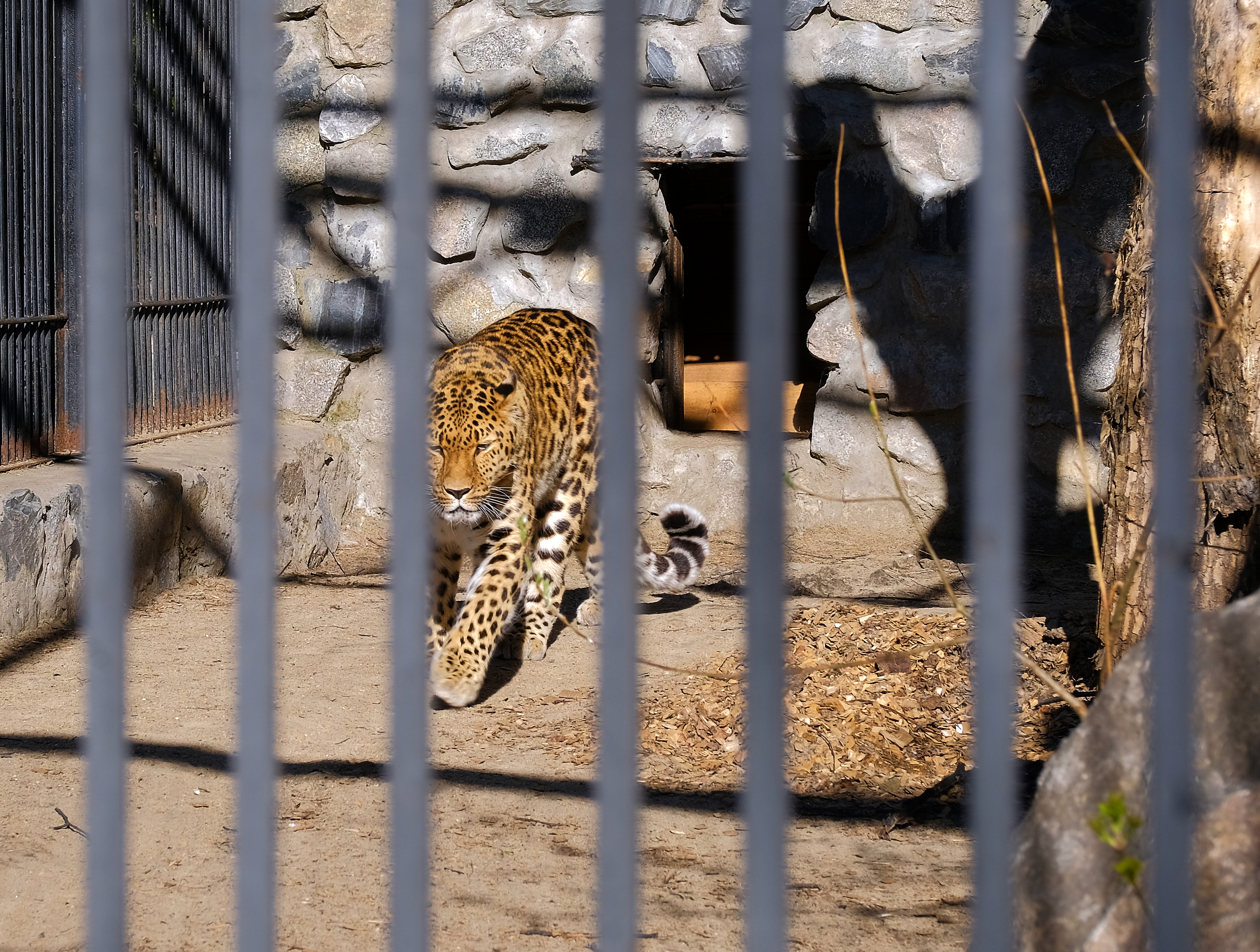
Дальневосточный леопард
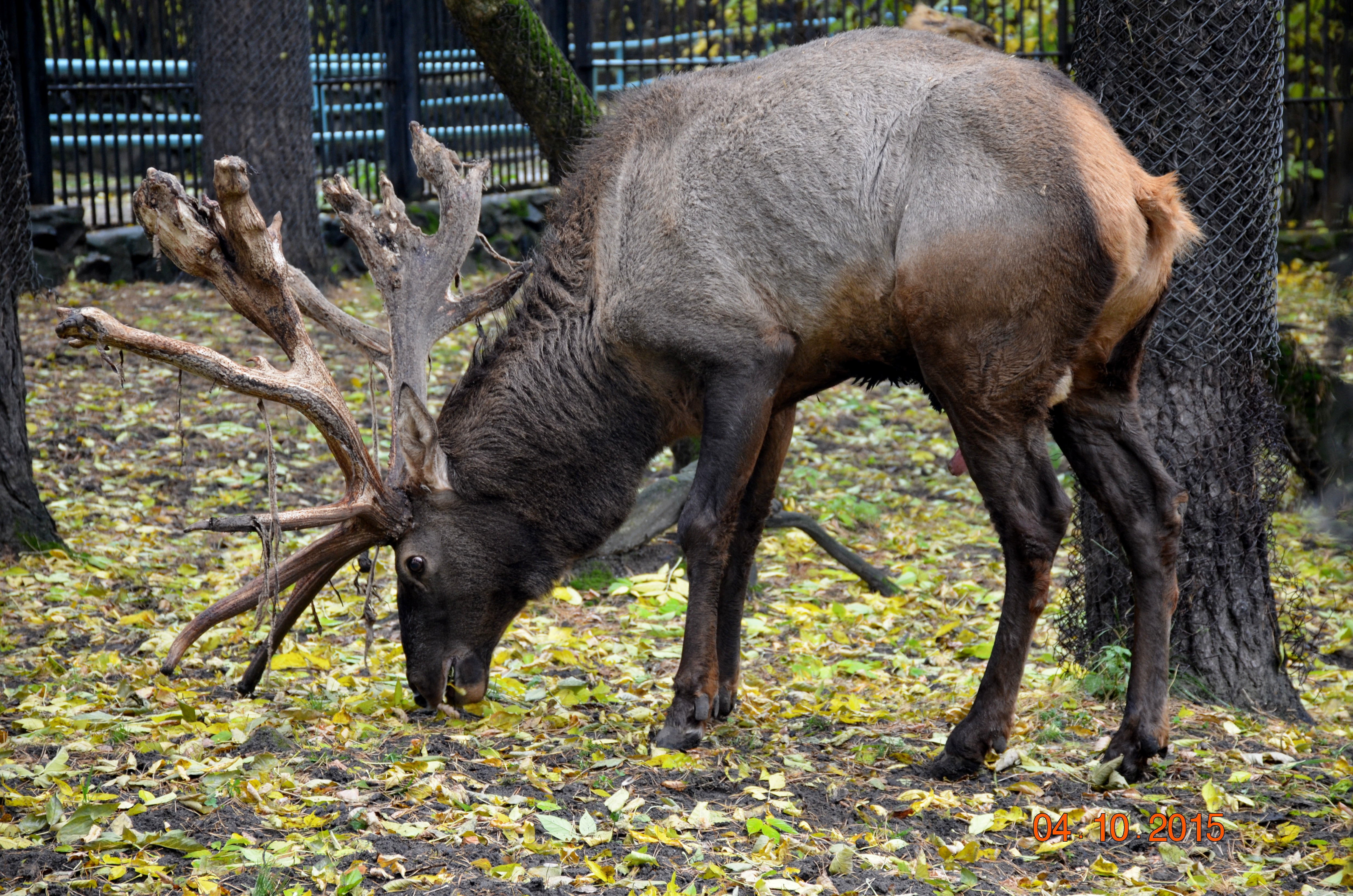
Марал
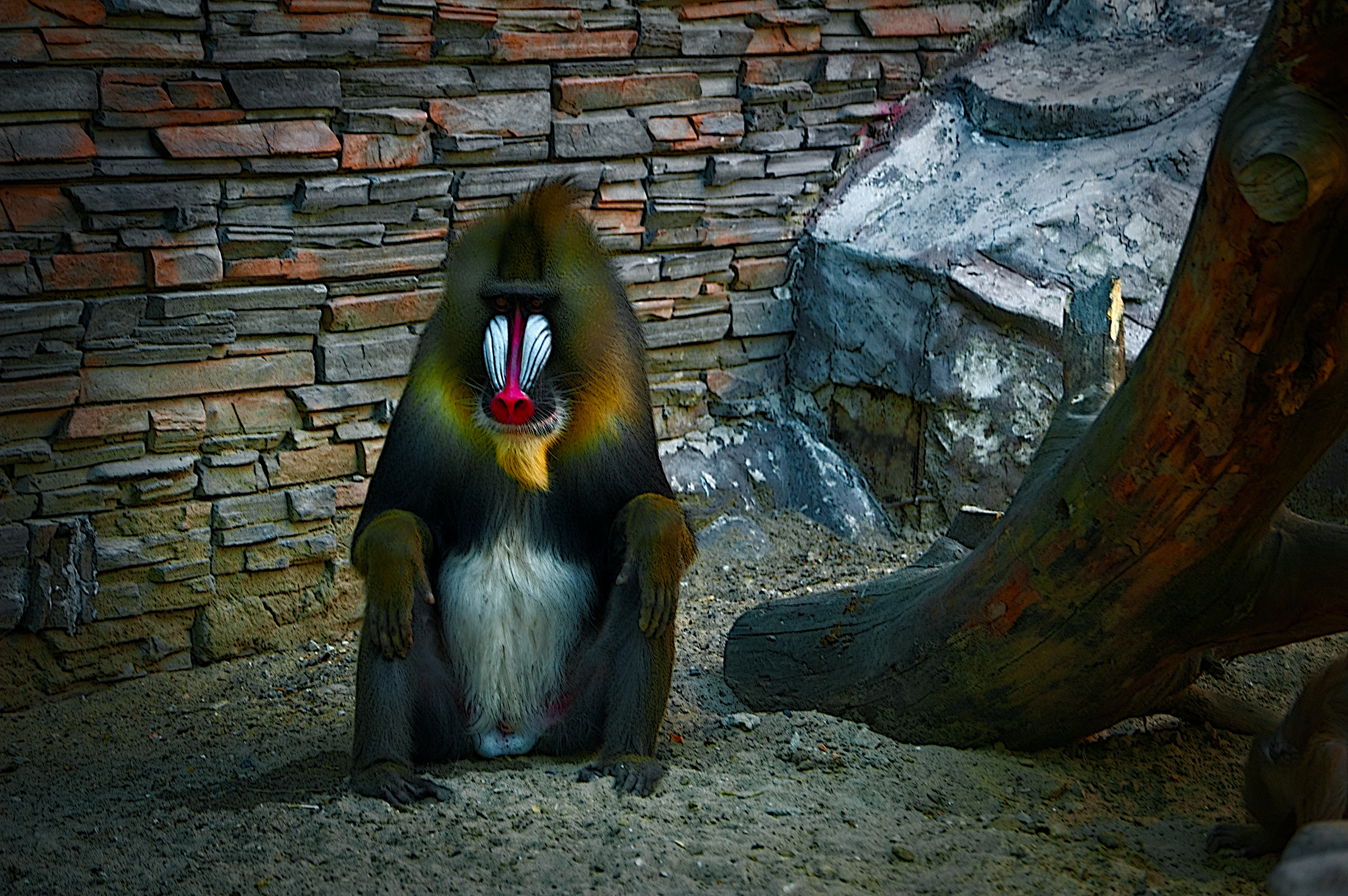
Мандрил
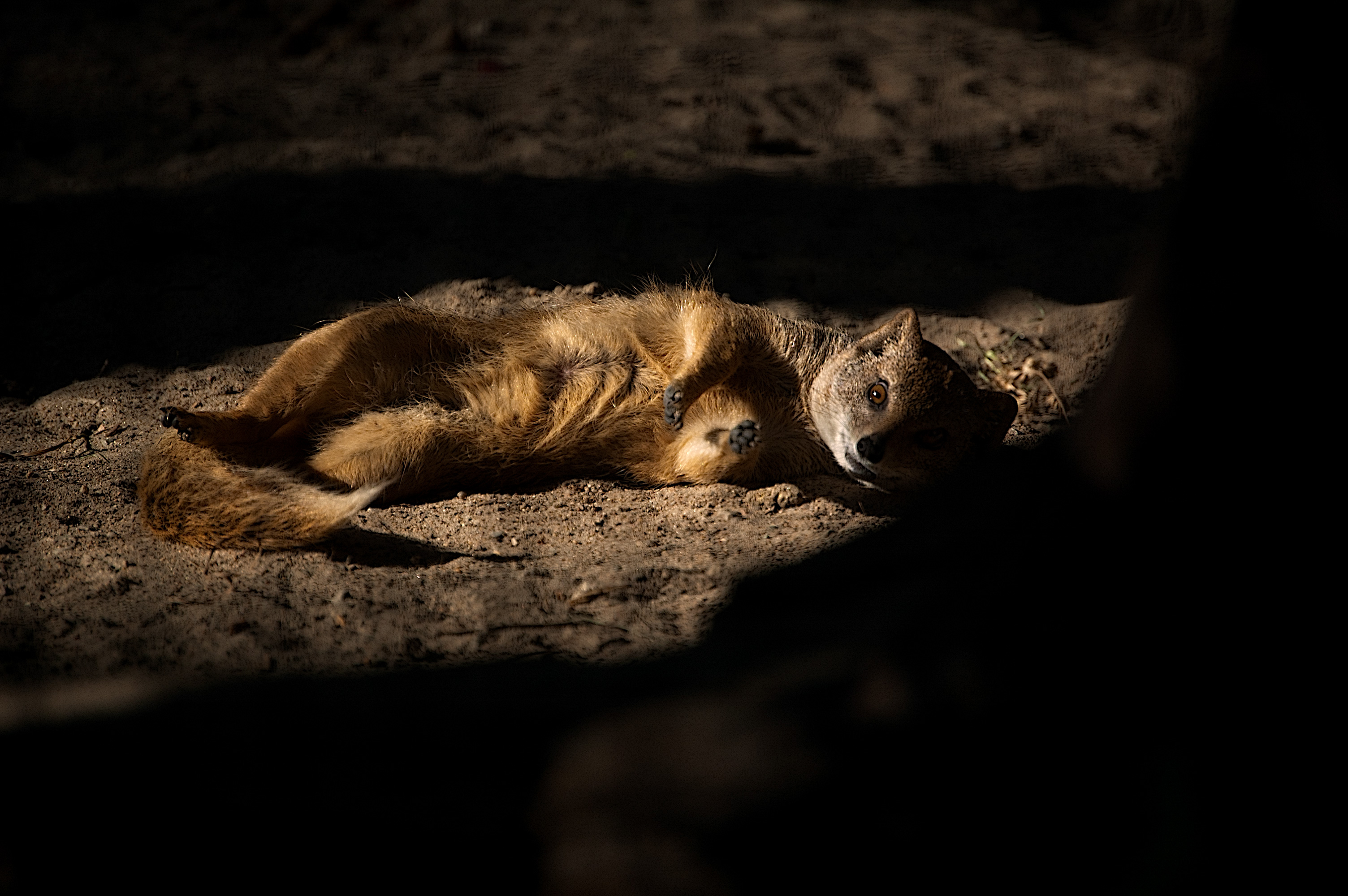
Жёлтый мангуст
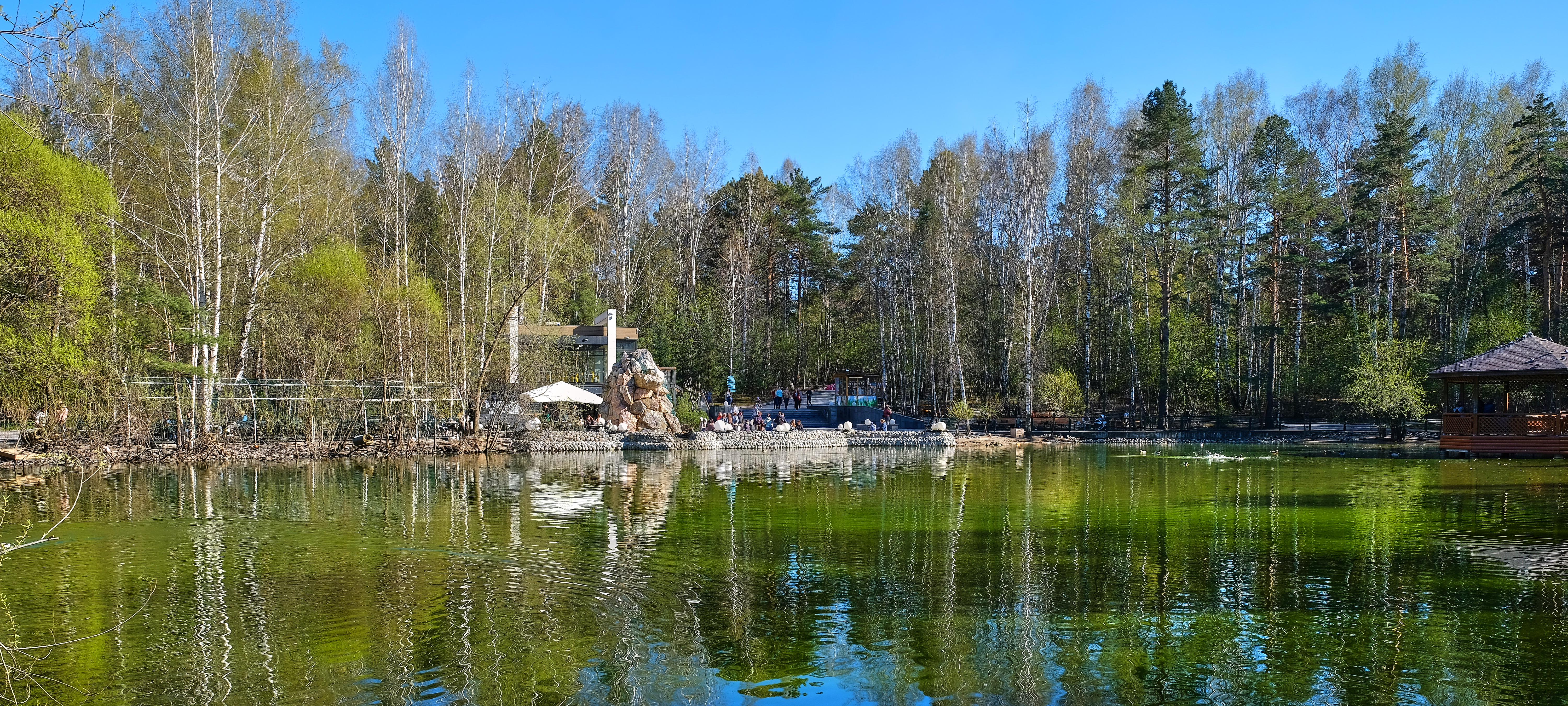
Лебединое озеро

## Эмблема
Эмблемой Новосибирского зоопарка стал снежный барс, уникальное по красоте и грации животное, сохранившееся в Сибири только на Алтае и в Саяно-Шушенском заповеднике. Некоторое время спустя к барсу добавилось ещё одно животное — перевязка, в Новосибирском зоопарке впервые было получено потомство от этого представителя семейства куницеобразных.

## Директор
- Ростислав Александрович Шило (1969—1972 и. о., 1972—2016)
- Андрей Ростиславович Шило (и. о. до 27.07.2016, с 28.07.2016[6])